# 天主教马拉尼昂的卡希亚斯教区
天主教馬拉尼昂的卡希亞斯教區（拉丁語：Dioecesis Caxiensis in Maragnano），是巴西一個天主教教區，位於馬拉尼昂州東部，屬馬拉尼昂的聖路易斯總教區。
教區成立於1939年7月22日，2006年有教友704,000人，佔總人口95.3%。有廿一個堂區、司鐸卅二人。現任教區主教為威爾遜·巴索。